# Scleroderma
Scleroderma (Bull.) Pers. (1801), è un genere di funghi basidiomiceti della famiglia Sclerodermataceae. Non sono commestibili.
Si trovano in tutto il mondo. Varie specie di questo genere sono ectomicorriziche e sono utilizzati come simbionti di inoculazione per colonizzare e promuovere la crescita di piantine arboree nei vivai. 

## Etimologia
Dal greco skleròs = duro e derma = pelle, cioè dalla pelle dura.

## Descrizione
Il peridio (parete esterna), che può essere liscio o verrucoso, è molto spesso e rigido. A maturità si divide irregolarmente sulla parte superiore del basidiocarpo per rivelare la gleba scura sottostante. 
Le spore sono prodotte in piccoli corpi bruno-violacei simili a piselli chiamati peridioli che inizialmente sono delineati da aggregazioni simili a pareti di ife bianche. Questi peridioli si disintegrano man mano che il corpo del frutto matura e quando il peridio si apre, è visibile solo una massa polverosa di spore scure. Le spore sono di forma approssimativamente sferica con verruche o ornamenti reticolati, con pareti spesse e marroni.

## Le specie
- Scleroderma albidum Pat. & Trab. (1899)
- Scleroderma arenicola Zeller (1947)
- Scleroderma areolatum Ehrenb. (1818)
- Scleroderma australe Massee (1889)
- Scleroderma bermudense Coker (1939)
- Scleroderma bougheri Trappe, Castellano & Giachini (2000) – Brazil[3]
- Scleroderma bovista Fr. (1829)
- Scleroderma bulla R.Heim (1966)
- Scleroderma cepa Pers. (1801)
- Scleroderma chevalieri Guzmán (1967) – Mexico
- Scleroderma chrysastrum G.W.Martin (1954)
- Scleroderma citrinum Pers. (1801)
- Scleroderma columnare Berk. & Broome (1873)
- Scleroderma congolense Demoulin & Dring (1971)
- Scleroderma cyaneoperidiatum Watling & K.P.Sims (2004) – Malaysia
- Scleroderma dictyosporum Pat. (1896)
- Scleroderma echinatum (Petri) Guzmán (1967)
- Scleroderma echinosporites Rouse (1962)
- Scleroderma endoxanthum Petch (1919)
- Scleroderma flavidum Ellis & Everh. (1885)
- Scleroderma floridanum Guzmán (1967)
- Scleroderma franceschii Macchione (2000)[4]
- Scleroderma furfurellum Zeller (1947)
- Scleroderma hakkodense Kobayasi (1986)
- Scleroderma hypogaeum Zeller (1922)
- Scleroderma laeve Lloyd (1916)
- Scleroderma leptopodium Pat. & Har. (1908)
- Scleroderma lycoperdoides Schwein. (1822)
- Scleroderma mayama Grgur. (1997)
- Scleroderma mcalpinei (Rodway) Castellano (1993)
- Scleroderma meridionale – Demoulin & Malençon (1971)
- Scleroderma michiganense (Guzmán) Guzmán (1970)
- Scleroderma minutisporum Baseia, Alfredo & Cortez (2012)
- Scleroderma multiloculare Dring & Rayss (1964)
- Scleroderma nitidum Berk. (1854)
- Scleroderma pantherinum Mattir. (1931)
- Scleroderma paradoxum G.W.Beaton (1982)
- Scleroderma patagonicum Nouhra & Hern.Caff. (2012) – Argentina[5]
- Scleroderma poltaviense Sosin (1952)
- Scleroderma polyrhizum (J.F.Gmel.) Pers. (1801)
- Scleroderma pseudostipitatum Petch (1919)
- Scleroderma radicans Lloyd (1908)
- Scleroderma reae Guzmán (1967)
- Scleroderma rhodesicum Verwoerd (1926)
- Scleroderma sapidiforme Sosin (1959)
- Scleroderma schmitzii Demoulin & Dring (1971)
- Scleroderma septentrionale Jeppson (1998) – Northern Europe
- Scleroderma sinnamariense Mont. (1840)
- Scleroderma stellenbossiense Verwoerd (1926)
- Scleroderma suthepense Kumla, Suwannarach & Lumyong (2013) – Thailand[6]
- Scleroderma torrendii Bres. (1902)
- Scleroderma tuberoideum Speg. (1906)
- Scleroderma uruguayense (Guzmán) Guzmán (1970)
- Scleroderma verrucosum (Bull.) Pers. (1801)
- Scleroderma xanthochroum Watling & K.P.Sims (2004) – Malaysia
- Scleroderma yunnanense Y.Wang (2013) – China[7]
- Scleroderma zenkeri Henn.